# Paladín (cómic)
Paladín (a menudo llamado Paul Denning) es un personaje que aparece en los cómics estadounidenses publicados por Marvel Comics. Aunque no es un supervillano, sus actividades mercenarias a menudo lo ponen en conflicto con los superhéroes.

## Historial de publicaciones
Paladín apareció por primera vez en Daredevil # 150 (enero de 1978), con apariciones de seguimiento en # 152 (mayo de 1978) y # 154 (septiembre de 1978) como parte del mismo arco de la historia. El personaje tenía una historia one-shot publicada en Marvel Premiere # 43 (agosto de 1978), y fue una estrella invitada en el título de equipo de Spider-Man Marvel Team-Up # 108 (agosto de 1981).
A partir de ahí, Paladín ha aparecido principalmente como estrella invitada en el Universo Marvel, con incursiones ocasionales como miembro de equipo de superhéroes, en Silver Sable y Wild Pack, Heroes for Hire y Thunderbolts, y apariciones ocasionales en antología de Marvel Comics; Presenta.

## Biografía
Paladín es un investigador mercenario e investigador privado, cuyo pasado casi no ha sido revelado. Cuando se lo vio por primera vez, buscó a Daredevil mientras estaba ocupado en una misión para rastrear al Hombre Púrpura, y luchó contra Daredevil. Chocó con Daredevil una segunda vez después de que el luchador del crimen inadvertidamente interfirió con la búsqueda de Paladín para el Hombre Púrpura. Paladín se alió con Daredevil en la batalla contra la Cobra, el Bufón y el Señor Hyde, que estaban bajo el control del Hombre Púrpura.
Paladín luego luchó contra el Fantasma. Paladín ayudó a la Avispa contra el Barón Brimstone, adquirió un uniforme modificado y comenzó un romance con la Avispa. Paladín ayudó a los Vengadores en la batalla contra los Maestros del Mal IV. Paladín se alió con Spider-Man y Avispa contra mafiosos; a pesar de respetar las habilidades de Spider-Man, Paladín es incrédulo de que Spider-Man ofrezca sus servicios heroicos sin cargo (Paladín literalmente se ríe en el rostro de Spider-Man al aprender esto), mientras que Spider-Man está disgustado por las maneras mercenarias de Paladín. Paladin también considera que la incesante broma de batalla de Spider-Man es "poco profesional".
Paladín fue empleado más tarde por Silver Sable para investigar una conspiración que amenazaba a su país natal, Symkaria, y se alió con Spider-Man. Paladín fue contratado por Diamondback para atacar la sede de la Sociedad Serpiente. Fue capturado, pero liberado por el Capitán América. Paladín acompañó al Capitán América en su búsqueda de Diamondback, Asp, Black Mamba. Con sus nuevos aliados, Paladín luchó contra la horda superhumana de Superia.
Un mujeriego descarado, Paladin a menudo flirteaba con la mujer que llamaba su atención. Salió brevemente con la Avispa en un momento en que se separó de Hank Pym, para celos del Caballero Negro, quien también se sintió atraído por ella. Durante un tiempo, también enlistó a Generación X para que lo ayudara a recuperar una espada para Adrienne Frost, la hermana de la actual miembro de X-Men, Emma Frost. Durante este período, la mutante conocida como Júbilo, fue fuertemente atraída por Paladín, pero ese afecto desapareció cuando la Generación X y Paladín se separaron. También ha sido un aliado de Silver Sable durante mucho tiempo y su organización Grupo Salvaje, trabajando por dinero, por supuesto. Una vez los ayudó a proteger a un científico de un intento de secuestro de Héroes de Alquiler, un grupo al que luego se uniría. Su principal oponente era Misty Knight, que parecía estar en igualdad de condiciones.
Paladín había exhibido una cierta cantidad de honor en algunos casos. Por ejemplo, una vez fue contratado por un gobierno corrupto para ayudar a los rebeldes como parte de una operación encubierta. Ayudó a los rebeldes en una operación de colocación de bombas en una instalación del gobierno. Cuando los rebeldes fueron atrapados, su controlador del gobierno comentó lo afortunados que eran de que la bomba no se había disparado. Paladín respondió: "Lo siento, eso hubiera sido extra", y activó la bomba por control remoto mientras se alejaba.
En el episodio único de 1990, The Punisher: No Escape, el mafioso Vincent Mangano le ofreció 10 millones de dólares para matar al Punisher. Paladín estuvo de acuerdo con este arreglo, pero no tuvo éxito, y en la pelea subsiguiente el Agente de los Estados Unidos le rompió ambas piernas.
Paladín una vez derribó a Daredevil con un rifle de francotirador desde un helicóptero a gran distancia. Lo hizo por el FBI, a cambio de borrar su registro. El golpe, aunque serio, no fue fatal; El ataque de francotirador de Paladín condujo al arresto de Daredevil.
Paladín era un personaje principal en la serie Héroes de Alquiler 2006, aunque como Misty Knight dijo que estaba allí por el dinero. Resultó que era un traidor al grupo, solo que usaba los Héroes como un medio para perseguir al Capitán América por S.H.I.E.L.D. como parte de Civil War.
Él solo derrotó al Capitán América y al equipo completo de Héroes de Alquiler, con la excepción de Tarántula, y Orka, que no estaban presentes cuando se llevó a cabo la pelea, con un arma de gas especial que afectaba el sistema nervioso. Luego llamó por radio a S.H.I.E.L.D. y les dijo que tenía al Capitán América bajo custodia. Sin embargo, no tuvo en cuenta la capacidad de Shang-Chi para contener la respiración durante un período prolongado (gracias a su entrenamiento en artes marciales) y fue dominado por él. Shang-Chi luego ayudó al Capitán América, quien luego cambió su disfraz con Paladín, causando que S.H.I.E.L.D. tomara a Paladín bajo custodia.
En la historia de Dark Reign, Paladin se convirtió en un miembro de la Invasión Secreta, los Thunderbolts. Bajo el control directo de Norman Osborn, los Thunderbolts sirvieron como su equipo personal de operaciones ilegales. Contratado para asesinar a la prisionera de H.A.M.M.E.R., Elektra por 82 millones de dólares, Paladín irrumpió en la sede de H.A.M.M.E.R. Sin embargo, Elektra lo venció asfixiándolo con uno de sus dientes que se soltó cuando Paladín le dio un puñetazo. Rogando por su vida, Paladín le dio a Elektra la llave para escapar de su prisión.
Durante el Asedio de Asgard, Paladín y los otros Thunderbolts fueron enviados a Asgard con la misión de robar la Lanza de Odín para Osborn. Después de luchar a través de un contingente de asgardianos, lograron encontrarlo. Paladín, finalmente habiendo tenido suficiente de servir a un loco como Osborn, se volvió contra sus compañeros de equipo y trató de recuperar la Lanza. Después de ser atacado por otro Thunderbolt, Grizzly, Paladín fue salvado por Ant-Man. Grizzly luego perdió la lanza para el Sr. X, quien a su vez fue fácilmente derrotado por Quicksilver. Ant-Man recuperó la Lanza y se la dio a Paladín, quien decidió tomar la Spear para evitar que Osborn usara su poder para sus propios fines. Paladín luego se fue de Asgard después de decir adiós a Ant-Man.
Durante la historia de Shadowland, Paladín se combina con Silver Sable, Misty Knight y Shroud cuando los ninjas de La Mano de Daredevil terminan atacando a los miembros de la mafia. Después de esto, Misty Knight vuelve a abrir Héroes de Alquiler bajo la influencia del Amo de las Marionetas; Paladín se une al equipo y pronto se da cuenta de esto y libera a Misty del control de Amo de las Marionetas con la ayuda de Iron Fist. Después de la derrota del Amo de las Marionetas, Paladín convence a Misty para mantener la operación abierta, pero bajo sus términos.

## Poderes y habilidades
La fuerza física, la velocidad, la resistencia, la agilidad, los reflejos y la durabilidad de Paladin son ligeramente sobrehumanos. Él es también un combatiente mano a mano altamente calificado, con conocimiento de boxeo, Judo, Savate, y Taekwondo. Además, Paladín es un habilidoso tirador, actor, agente de espionaje, guardaespaldas y detective.
Si bien ha sido escrito utilizando la fuerza letal, su arma preferida es su arma paralizante, que dispara un rayo que codifica las señales dentro del sistema nervioso del objetivo lo suficiente como para dejar inconscientes a la mayoría de las personas. El rango y la efectividad son desconocidos. La pistola está equipada para que solo Paladin pueda operarla.
Paladín usa un traje corporal de tejido elástico sintético, y sus botas, guantes, casco, torso y protectores de rodillas y codos están hechos de materiales compuestos a prueba de balas. El casco de Paladín está equipado con una placa frontal activada por correa que se desliza hacia abajo para que el casco sea hermético, y tiene su propio suministro de aire durante una hora. Las lentes en el casco de Paladín se pueden ajustar para la visión infrarroja.

## Otras versiones

### Ultimate Marvel
Durante un período de tiempo en la realidad de Ultimate Marvel, Marc Spector utilizó el nombre de Paladín mientras trabajaba para la Corporación Roxxon.

## En otros medios

### Televisión
Paladín aparece en la segunda temporada de Spider-Man, episodio, "Take Two", con la voz de Trevor Devall. Es miembro del Grupo Salvaje. Paladín fingió robarle a Oscorp para poder luchar contra Spider-Man y estudiar sus movimientos. A pesar de que estaba acorralado, Paladín estalló y se unió al Grupo Salvaje para robar el Neuro Cortex de Horizon High. Durante Spider-Man y la pelea del Doctor Octopus con el Grupo Salvaje, Spider-Man engañó a Paladín y Battlestar para que se llevaran con sus armas. Cuando el Grupo Salvaje es colocado en prisión, Paladín le preguntó a Silver Sable si esto era parte del plan. Silver Sable afirma que su cliente anónimo tiene planes para el Neuro Cortex.

### Videojuegos
Paladín aparece en Marvel: Avengers Alliance 2.

### Cómics de movimiento
Paladin aparece en los cómics de movimiento de Spider-Woman, con la voz de David J. Murphy.